# Marumba tonkinensis
Marumba tonkinensis är en fjärilsart som beskrevs av Clark 1936. Marumba tonkinensis ingår i släktet Marumba och familjen svärmare. Inga underarter finns listade i Catalogue of Life.